# Rançonnières
Rançonnières ist eine französische Gemeinde mit 124 Einwohnern (Stand 1. Januar 2022) im Département Haute-Marne in der Region Grand Est; sie gehört zum Arrondissement Langres.

## Geografie
Rançonnières liegt auf der Wasserscheide zwischen den Flusssystemen von Maas und Saône, rund 23 Kilometer nordöstlich der Stadt Langres.

## Geschichte
Die Mechanisierung der Landwirtschaft führte zu einer starken Abwanderung im späten 19. Jahrhundert und im 20. Jahrhundert. Rançonnières war Teil der Bailliage de Langres innerhalb der königlichen Provinz Champagne. Der Ort gehörte von 1793 bis 1801 zum District Bourbonne. Zudem von 1793 bis 1801 zum Kanton Rançonnières und von 1801 bis 2015 zum Kanton Varennes(sur-Amance) (Name ab 1972: Kanton Terre-Natale). 

## Bevölkerungsentwicklung
| Jahr                       | 1962 | 1968 | 1975 | 1982 | 1990 | 1999 | 2006 | 2019 |
| Einwohner                  | 203  | 191  | 168  | 144  | 130  | 109  | 112  | 115  |
| Quellen: Cassini und INSEE |      |      |      |      |      |      |      |      |

## Sehenswürdigkeiten
- Dorfkirche Saint-Étienne (erbaut 1831)
- mehrere Wegkreuze im Dorf
- mehrere Quellen und Dorfbrunnen